# Vignoble de Lorraine
Le vignoble de Lorraine s'étend principalement sur les côtes de Meuse et les côtes de Moselle (dont les côtes de Toul), qui lui confèrent une exposition sud-est sur un sol calcaire. Une petite partie du vignoble se situe sur le plateau lorrain, dans la vallée de la Seille.
En 2020, le vignoble lorrain représente 251 hectares, pour une production totale en 2021 de 9 300 hectolitres (dont 46 % en AOP et 29 % en IGP).
Si le vignoble de Lorraine est l’un des plus petits vignobles français, il présente l'originalité de produire un vin gris à partir de gamay, le côtes-de-toul gris, et d'être le lieu de naissance d'un cépage blanc méconnu mais répandu : l'auxerrois.
Le vignoble de Lorraine comprend deux AOC : AOC moselle et AOC côtes-de-toul et deux IGP : IGP côtes-de-meuse et IGP lorraine.

## Historique

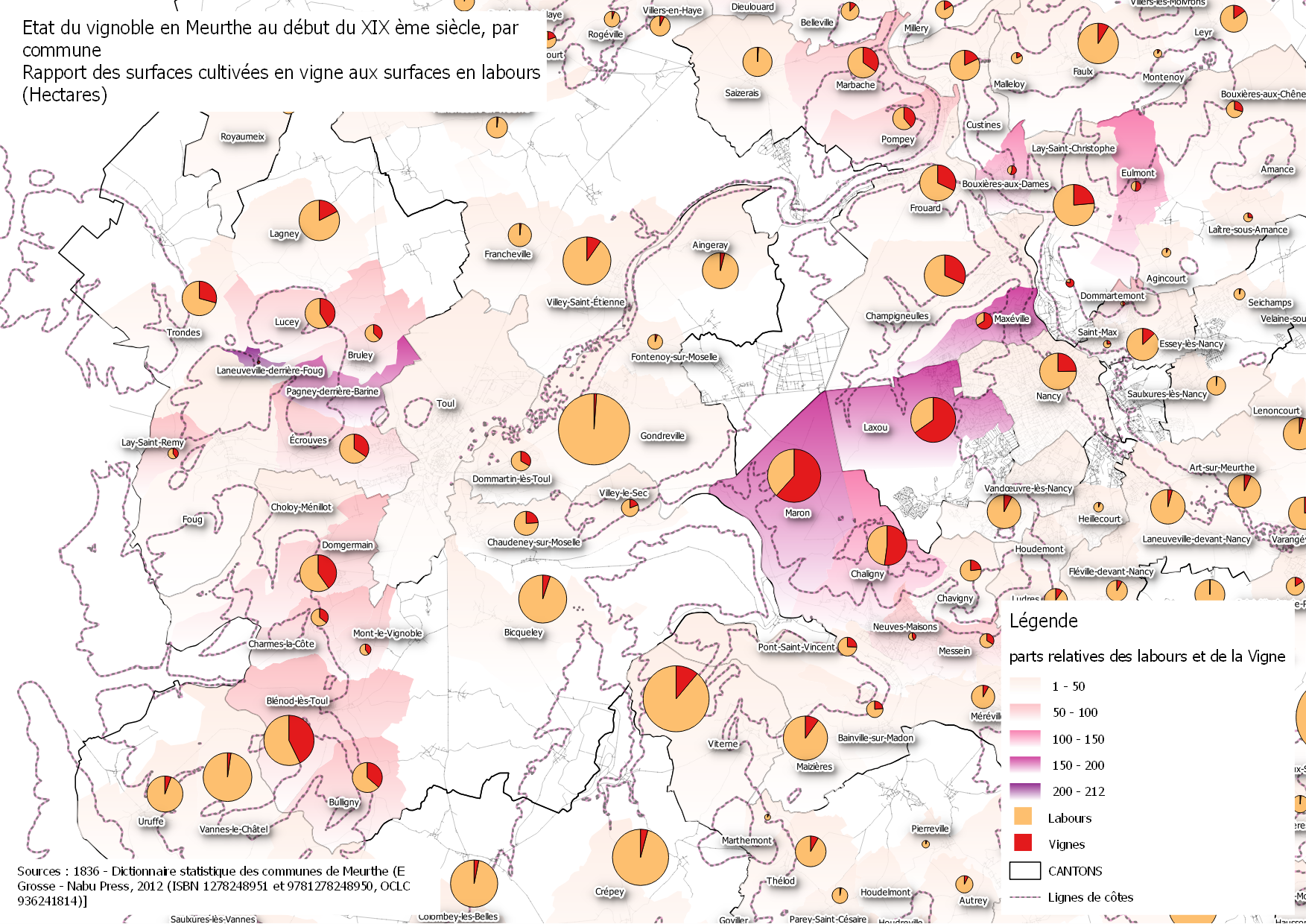
Etat du vignoble en Meurthe au début du XIXe siècle, par commune.

La Lorraine possède une riche tradition viticole issue de l'Antiquité romaine, comme en témoignent les stèles et autres vestiges des collections archéologiques gallo-romaines conservés aux musées de Metz. C'est l'empereur Probus qui a autorisé la plantation de la vigne en Lorraine en 283.
Au Xe siècle, la Lorraine fait partie de l’Empire germanique. Ses vins sont exportés vers les Pays-Bas ainsi qu’en Angleterre.
Les côtes de Meuse et de Moselle, les coteaux de Nancy ont représenté jusqu'à 48 000 hectares de vignes en production.
Concurrencé par les vins du sud de la France et ravagé par deux guerres entre la France et l'Allemagne (la guerre franco-allemande de 1870 et la Première Guerre mondiale), le vignoble lorrain ne s'est quasiment pas remis de la crise du phylloxéra au début du XXe siècle ni, paradoxalement, du succès industriel de la région, les mines et aciéries offrant de meilleurs salaires que celui de manouvrier agricole payé à la tâche dans une activité fortement saisonnière. Il subsistait environ 100 ha de vignes en appellation VDQS en 1951. Depuis la fin des années 1980 — et le déclin de l'industrie — on note une nette reprise de la tradition viticole lorraine, sans doute motivée par l'exemple alsacien. Ces efforts se sont vu récompenser par une première AOC en 1998.

## Vignoble de l'AOC côtes-de-toul

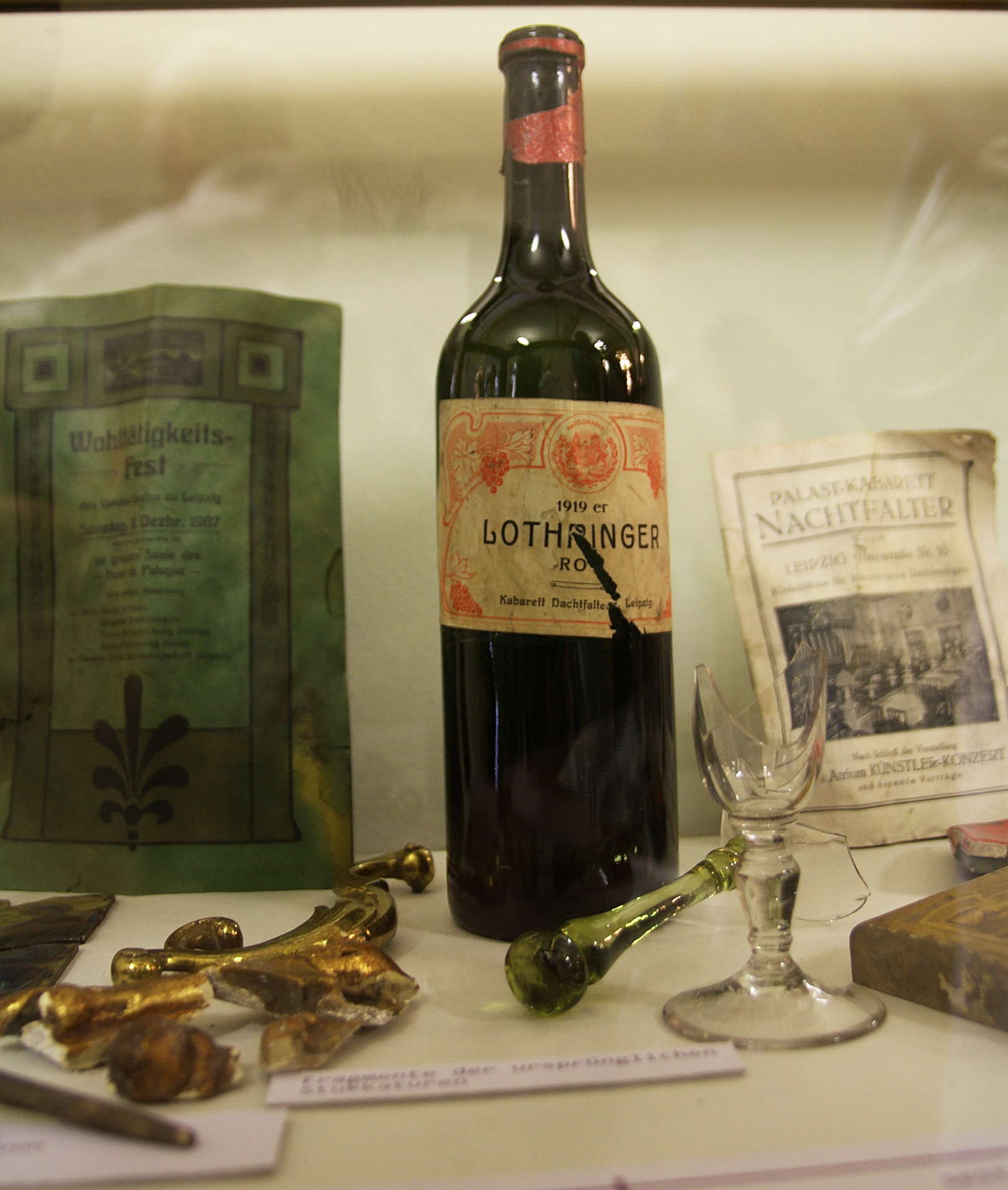
Bouteille d'une Cuvée Lorraine de 1919.

Le vignoble du Toulois représente la plus grande partie du vignoble lorrain. Partagé entre une vingtaine de viticulteurs, il produit près de 500 000 bouteilles par an (383 000 hectolitres en 2022, qui était une bonne année de production).
Implanté sur le flanc oriental des Côtes de Meuse dominant la Vallée de la Moselle, le vignoble de l'AOC Côtes-de-Toul représente un peu moins de 100 hectares de vignes (plus proche de 80 hectares ces dernières années), sur les 600 ha attribués à l'AOC. Il produit essentiellement du vin gris mais aussi du vin blanc issu essentiellement du cépage auxerrois (parfois en assemblage avec l'aubin blanc), ainsi que du vin rouge à base de pinot noir.

## Vignoble de l'AOC moselle
Vingt-et-un producteurs exploitent 60 hectares de vignes (dont 40 ha sont classés en appellation moselle), principalement sur les côtes de Moselle dans le pays messin et le val de Sierck-les-Bains (au sud des vignobles de la Moselle germano-luxembourgeoise), et aussi, plus anecdotiquement à Vic-sur-Seille. (environ 6 hectares) L’appellation d’origine vin délimité de qualité supérieure (AOVDQS) « moselle » avait remplacé l’AOVDQS « vins-de-moselle » le 13 avril 1995 ; elle reçoit l'avis favorable de l'INAO pour passer en appellation d'origine contrôlée, le 16 novembre 2010. 
Le vignoble lorrain est aussi le miroir de l’histoire parfois tragique de la région. Les caves du château de Vaux produisent un crémant qui, lors de la période allemande de 1871-1918, est célèbre sous la marque Schloss Vaux et est distribué dans toute l’Allemagne. En décembre 1918, les propriétaires, comme beaucoup d’Allemands alors, quittent l’Alsace-Lorraine. Ils recréent un vignoble dans la partie allemande des côtes de Moselle, exploitant la même marque. Il existe donc deux vignobles du château de Vaux, l’un en Allemagne et l’autre en France.

## Vignoble de l'IGP côtes-de-meuse
La vigne regagne également du terrain dans les côtes de Meuse, où on compte 40 ha classés en « IGP côtes-de-meuse », principalement dans les environs de Vigneulles-lès-Hattonchâtel. Six producteurs produisent des vins blancs (à partir de pinot gris et auxerrois), ainsi que des gris et des rouges (à partir respectivement de gamay et pinot noir).

## Vignoble de l'IGP lorraine
Une indication géographique protégée lorraine a été créée en 2021 et validée par le Conseil d'Etat en 2022 (après quelques débats juridiques) et par publication, le 7 octobre 2024, du règlement d’exécution au Journal officiel de l’Union Européenne, pour des vins mousseux blancs, rosés et rouges.  
Le cahier des charges du 11 décembre 2023 reprend une vaste zone d'appellation qui couvre des communes dans les départements de la Moselle, de Meurthe-et-Moselle et de la Meuse. De nombreux cépages sont autorisés par le cahier des charges, sans contrainte d'assemblage, outre la limitation du riesling B à un maximum 30 % de l'assemblage.

## Comité des vins de Lorraine
Le 1er novembre 2003 est créé le Comité des vins de Lorraine, qui regroupe les vignobles des côtes-de-toul et des côtes-de-meuse, afin de promouvoir ensemble les vignobles de Lorraine et la diversité de leurs produits (gris, blanc, rouge et mousseux méthode traditionnelle). La production en 2003 se montait à 6 300 hectolitres.